# 平山満紀
平山 満紀（ひらやま まき、1963年- ）は、日本の社会学者。明治大学文学部教授。研究分野は、心身の健康、ジェンダー、社会学。ポーラホールディングス（旧：ポーラ化粧品）社外アドバイザー。夫は経済社会学者の平山朝治。

## 概要
社会学、特に身体論を専門にしている。また、日本人の性の文化に関しても研究・教育活動を行っている。大学において、身体教育のコースを創設、運営し、様々なダンスの実習授業を行っている。
対面的なコミュニケーションを重視しており、大学で「身体コミュニケーション」のワークショップ形式を取り入れた授業を実施し、男女が組んで言葉なしに即興で踊るサルサなどのラテンペアダンスを学生に行わせている。平山は、男女の役割が明確なラテンペアダンスにおいては、男性は「上手なリードの仕方を覚えられ、男としての自信を持てる。女性もフォローの気持ちのよさを体験できる。」と述べ、生身の異性を忌避し、男女の対面的コミュニケーションが苦手な若者が増えている現在の日本においては、男女交際、恋愛、結婚などへの苦手意識を変えるのに男女のペアダンスが有用だと論じている。
1994年から2007年までの間、日本女性学会に所属していた。

## 学歴
千葉県出身。旧姓・山本。桜蔭高等学校卒業、1986年東京大学文学部社会学科卒業、同大学院総合文化研究科相関社会科学専攻博士課程単位取得退学。1996年江戸川大学社会学部応用社会学科（後に人間社会学科へ名称変更）専任講師、2001年助教授、07年准教授、2011年明治大学文学部准教授

## 著書
- 『母性社会の行方』(紀伊國屋書店、2010年)